# Cittiglio
Cittiglio (Stì in dialetto varesotto) è un comune italiano di 3 793 abitanti della provincia di Varese in Lombardia. Il comune fa parte della comunità montana Valli del Verbano e dell'ex-Unione dei comuni del Medio Verbano. A nord del centro si trova la frazione di Vararo.

## Storia

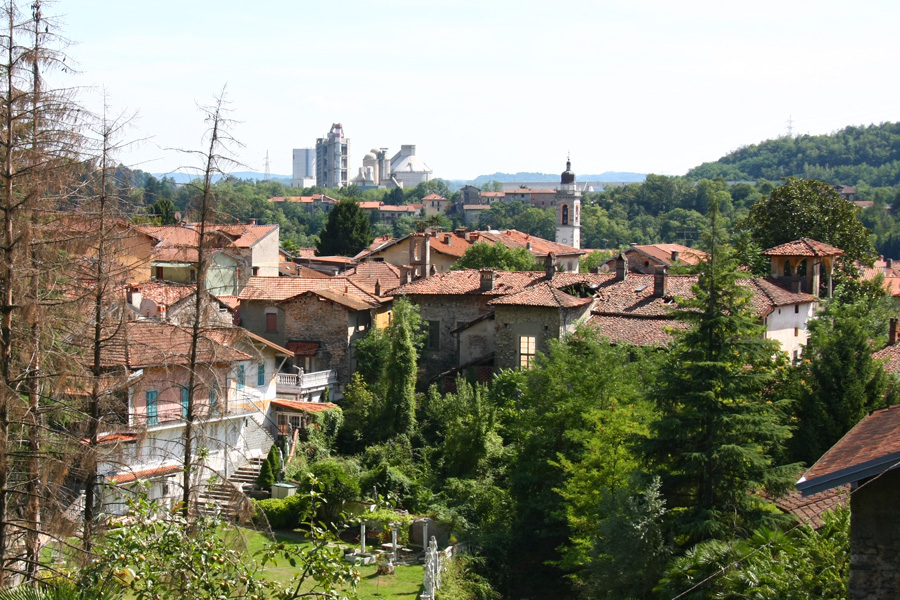
Veduta del nucleo storico

Nell'alto medioevo il nome del paese fu Cistellum, come attestato da una pergamena del 998, edita nel Codice Diplomatico Lombardo (alcune fonti hanno erroneamente attribuito tale toponimo a Cislago). Fu sede della nobile famiglia Luini o Luvini di Cittiglio. Il primo Consiglio comunale fu eletto nel 1827.
Nel 1902 vi nacque il celebre ciclista Alfredo Binda. In età napoleonica e in età fascista il comune fu unito a quello di Brenta.

## Monumenti e luoghi d'interesse

### Architetture religiose
- Chiesa parrocchiale di San Giulio: in origine dedicata a S. Maria "in loco Palanzana", fu completata nel 1643 sul sedime di un antico luogo di culto, come chiesa sussidiaria alla vecchia parrocchiale di S. Giulio, in seguito demolita. La chiesa di S. Maria, grazie al contributo della famiglia Luini, mecenate di questa chiesa, presenta opere d'arte di un certo pregio collocate all'inizio del Settecento: altare, pulpito, cantoria e cassa d'organo e il pronao con colonne binate datato 1703. In particolare, il pulpito e il complesso cantoria-cassa d'organo sono opere attribuite a Bernardino Castelli da Velate, che realizzò anche il primo ciclo decorativo, poi integrato dalle aggiunte di Luca Beltrami. La chiesa fu eretta a parrocchiale sotto il titolo di San Giulio soltanto nel 1788, sostituendo l'antico tempio con medesima dedica, giudicato troppo piccolo e distante dal borgo. Nell'interno, a navata unica, si segnala un antico affresco del XV secolo, oltre alle opere lignee già citate. Dal XX secolo, grazie all'azione del parroco don Rodolfo Molteni, vennero effettuati importanti lavori: posa di un nuovo organo Mascioni a trasmissione pneumatica (1907) in sostituzione del precedente settecentesco, di cui venne comunque preservata la cantoria; restauro dell'altare ligneo dorato (1925); collocazione sul campanile di un nuovo concerto di otto campane in Re bemolle (1934) della fonderia "A. Bianchi" di Varese; rifacimento della facciata sopra il pronao e innalzamento del tetto (1936). Infine, a partire dal 2005, chiesa e campanile hanno subito un restauro integrale degli esterni, mentre nel 2011 la ditta Mascioni ha rimesso in funzione l'organo, precedentemente reso inservibile da oltre un secolo di scarsa manutenzione.
- Chiesa di San Biagio: primitiva parrocchiale del borgo, sorge sul colle omonimo, già luogo fortificato. La sua esistenza è documentata sin dal 1235; tra il XIV e il XV secolo la cura d'anime si separò dalla Pieve di Cuvio e divenne parrocchia a sé stante. La costruzione risale al primo periodo romanico, tuttavia la facciata e altre parti del complesso (sacrestia) hanno subito rifacimenti tra il XV e il XVII secolo. Il campanile, estremamente semplice, dal fusto liscio e cella campanaria a bifore con colonnina e capitello a stampella, risale al 1000-1020 circa. Gli scavi e i restauri condotti all'inizio del terzo millennio hanno riportato alla luce l'originale impianto romanico dell'edificio (che nel corso del XX secolo era stato occultato a causa di aggiunte e ristrutturazioni inappropriate), consentendo di ricostruirne le fasi di costruzione e ampliamento. Nelle fondamenta sono inoltre stati rinvenuti numerosi reperti archeologici.
- Chiesa di San Bernardo: divenuta parrocchiale della frazione Vararo nel 1756, è una costruzione dalle linee molto essenziali, a navata unica, restaurata nel XX secolo. Nel campanile sono collocate tre campane delle quali due (la piccola e la grande), risalenti rispettivamente al 1643 e al 1577, sono dedicate a S. Giulio e probabilmente appartenenti all'antico campanile della demolita chiesa omonima di Cittiglio.

### Natura

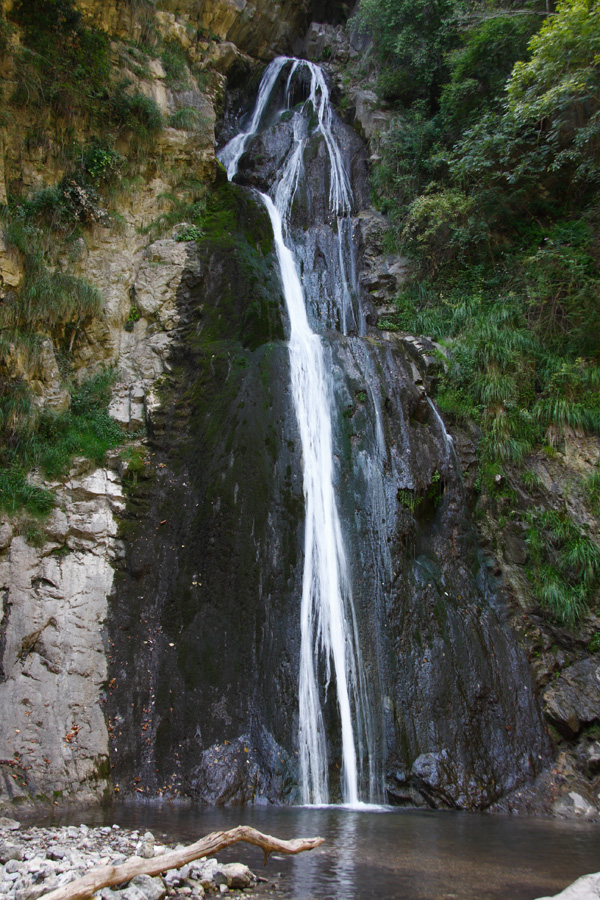
La seconda delle tre cascate di Cittiglio, durante il periodo estivo

- Cascate di Cittiglio: si tratta di 3 salti d'acqua formati dal torrente San Giulio lungo le pendici boscose del Sasso del Ferro, alle spalle dell'abitato. Le cascate si trovano ad altezze comprese tra i 324 e i 474 m s.l.m. e sono raggiungibili con un sentiero che parte dal nucleo antico del paese; il tracciato è tuttavia mantenuto irregolarmente, in particolare nella parte alta dopo la prima cascata: la via d'accesso ai "salti" superiori è quindi a tratti praticamente impercorribile e pericolosa[5].

## Società

### Evoluzione demografica
- 350 nel 1751
- 796 nel 1805
- annessione a Brenta nel 1809
- 1110 nel 1853

Abitanti censiti

### Tradizioni e folclore
La festa patronale di San Giulio cade il 31 gennaio; la parrocchia considerà altresì festivo il 16 luglio in onore della Madonna del Carmine. Presso l'antica chiesetta romanica sul colle viene quindi celebrata, ogni 3 febbraio, la festa di San Biagio, che si conclude con la benedizione della gola e un falò. La festa viene poi riproposta anche la mattina della prima domenica successiva al 3 febbraio (negli anni in cui il 2 febbraio cade di domenica la festa è anticipata al sabato sera) e, in quell'occasione, oltre alla benedizione della gola, si distribuisce il pane benedetto.

## Infrastrutture e trasporti
Il comune di Cittiglio è servito dalla linea ferroviaria FN Saronno-Varese-Laveno Mombello tramite la stazione di Cittiglio.

## Amministrazione

### Gemellaggi
- Camerota